# Koning Hoessein-moskee
De Koning Hoessein-moskee, beter bekend als de Koning Hoessein Bin Talal-moskee, is de grootste moskee in Jordanië. Niet te verwarren met de Al-Husseini-moskee uit 1924 in het centrum van Amman.
De Koning Hoessein-moskee werd in 2005 gebouwd tijdens het bewind van de Hasjemitische koning Abdullah II in West-Amman, in de Al Hussein Public Parks aan de King Abdullah II Street nabij het King Hussein Medical Center. De moskee ligt op een hoogte van 1.013 meter boven zeeniveau en is dus vanuit de meeste delen van Amman te zien. Ze is vierkant en beschikt over vier minaretten en marmeren vloeren.
In 2012 opende koning Abdullah het Museum van de Profeet, dat een aantal relikwieën herbergt die verband houden met de islamitische profeet Mohammed.